# Układ stulecia
Układ stulecia – amerykańska komedia kryminalna z 1983 roku na podstawie powieści Paula Brickmana.

## Główne role
- Chevy Chase – Eddie Muntz
- Sigourney Weaver – Catherine DeVoto
- Gregory Hines – Ray Kasternak
- Vince Edwards – Frank Stryker
- William Marquez – Generał Cordosa
- Eduardo Ricard – Pułkownik Salgado
- Richard Herd – Lyle
- Graham Jarvis – Babers
- Wallace Shawn – Harold DeVoto
- Randi Brooks – Pani Della Rosa
- Ebbe Roe Smith – Bob
- Richard Libertini – Masaggi
- J.W. Smith – Will

## Fabuła
Dwaj handlarze bronią chcą sprzedać swój towar pewnemu dyktatorowi. Oferta osłabia proces negocjacji, ale wnosi pewien powiew świeżości. Eddie Muntz i jego wspólnik Ray Kasternak też handlują bronią. Próbują sprzedać dyktatorowi z Ameryki Południowej samolot bojowy. Żeby się udało, Eddie namawia swoją dziewczynę Catherine, by się przespała z dyktatorem. Ale na drodze stoi Frank Stryker, który też chce sprzedać broń dyktatorowi, ale to nie jedyny problem...